# Power Rangers Dino Fury
Power Rangers Dino Fury es la vigésima octava temporada del programa de televisión estadounidense Power Rangers, estrenada el 20 de febrero del 2021 en Nickelodeon y el servicio streaming Netflix en Estados Unidos, basada en Kishiryū Sentai Ryūsoulger temporada de la serie japonesa Super Sentai Series, Dino Fury es la primera serie de televisión producida por Entertainment One, que Hasbro adquirió en 2019, y es la cuarta temporada de Power Rangers que utiliza la temática de dinosaurios (habiendo sido precedida por Mighty Morphin Power Rangers: Temporada 1, Power Rangers Dino Thunder y Power Rangers Dino Charge).

## Argumento
Hace más de 65 millones de años, en el planeta Rafkon, se enfrentaba a una amenaza: cuando las bestias Sporix atacaron el planeta, los guerreros Rafkonianos enviaron su lucha más allá de las estrellas, hasta llegar al planeta Tierra. Los Rafkonianos se aliaron con los dinosaurios para terminar con la amenaza Sporix, pero ellos eran más fuertes. Para enfrentar esa amenaza, los Rafkonianos invocaron a los seres más antiguos del universo: Los legendarios "Morphin Masters" (quienes crearon la Red de Mórfosis), ellos dotaron de sus poderes a 6 guerreros para convertirse en Power Rangers y defender la Tierra con el poder de los dinosaurios. En nuestro presente, cuando un malvado guerrero conocido como "Void Knight" llega a la Tierra para despertar a las Sporix. Zayto, el Red Ranger despierta para entrenar a un nuevo equipo de Power Rangers para defender de nuevo la Tierra de esta amenaza.

## Personajes

### Rangers
- Zayto/Dino Fury Red Ranger: Es un extraterrestre del Planeta Rafkon. Zayto es muy directo y serio, lo que resulta distante y mezquino, a pesar de su corazón de oro. Según Solon, también puede ser un poco presumido cuando usa sus habilidades telepáticas en Amelia y Ollie por primera vez (su naturaleza de "presumir" también llega cuando se revela que la contraseña del Megazord era "Zayto es genial"), aunque claramente asegura que está probando sus poderes telepáticos para asegurarse de que estén funcionando bien. Cuando se enfrenta a situaciones difíciles, Zayto acepta los consejos de su madre y nunca se da por vencido.
- Amelia Jones/Dino Fury Pink Ranger: Amelia es una ávida veladora de lo paranormal y descarta toda evidencia en contrario como una tontería, ya que es imposible probar o refutar su existencia. Sin embargo, no es ignorante y hará lo correcto siempre que lo necesite.
- Ollie Akana/Dino Fury Blue Ranger: Ollie es seguro, lógico y sensato, y nunca tiene miedo de compartir sus opiniones sobre cualquier asunto. También es un poco impetuoso, en un momento dado se fue solo para encontrar a las Sporix sin la ayuda de sus compañeros de equipo. Sin embargo, su incredulidad en la superstición puede parecer grosera con los Rangers, especialmente con Amelia, quien cree en ideales como ese.
- Isabella "Izzy" García/Dino Fury Green Ranger: Izzy es ambiciosa y tiende a ser bastante competitiva cuando se trata de eventos deportivos. Es atrevida y tiende a hacer bromas o usar jerga. Izzy se preocupa por su hermanastro más que nadie y siempre está ahí para consolarlo cuando se siente deprimido. No le gustan las faldas e incluso se quitó la falda de su disfraz de Ranger.
- Javier "Javi" Garcia/Dino Fury Black Ranger: Javi es un individuo de espíritu libre al que le gusta tocar música y, a veces, es un tipo silencioso. Dado que su padre no aprueba sus habilidades musicales, la mayoría de las veces le resulta difícil tocar música en cualquier lugar. Pero independientemente, él es dedicado y lleno de agallas y está dispuesto a ayudar a cualquiera de cualquier manera posible.
- Aiyon/Dino Fury Gold Ranger: Es un extraterrestre del Planeta Rafkon. Es el mejor amigo de Zayto desde sus tiempos de caballero. Aiyon es un individuo bastante tolerante y amante de la diversión, en contraste con su compañero Rafkoniano Zayto, que es muy serio. También es un gran encantador, ya que elogió a Solon por no cambiar ni un poco en 65 millones de años. A pesar de esto, Aiyon tiene un gran sentido de la justicia y es muy cauteloso, estando dispuesto a romper las reglas para hacer lo correcto, como cuando trató de evitar que las Bestias Sporix fueran liberadas debido al peligro que representaban para Rafkon. Él cree en el poder de la confianza entre los miembros de su equipo, una lección que Zayto aprendió de él sobre lo que significaba ser un verdadero líder.

### Aliados
- Solon: Es una cyborg Solonosaurus que es una amiga cercana de Zayto y Aiyon , así como la mentora de los Dino Fury Rangers actuales.
- Maestros Morphin: Son un grupo de personajes extremadamente misteriosos pero extremadamente significativos en la franquicia Power Rangers.
- Mick Kanic: Es un extraterrestre que viene de la Galaxia Leon, es el mentor de los Ninja Steel Rangers y tiene la capacidad de transformarse en cualquier objeto.

### Civiles
- Jane Fairview: Es la editora y jefa de BuzzBlast.
- Lani Akana: Es una arqueóloga y madre de Ollie.
- Warden Garcia: Es el guardabosques severo y de mal genio de Dinohenge, y el padre de Javi y padrastro de Izzy.
- Rina Garcia: Es la madrastra de Javi y la madre de Izzy, también la esposa de Warden.
- J-Borg: Es una androide creado por Hartford Robotics para BuzzBlast y asistente de Jane.
- Lily: Es la prima de Javi e Izzy y sobrina de Warden.
- Ed "Pop-Pop" Jones: Es un hombre de mantenimiento en Pine Ridge y abuelo de Amelia.
- Adrian: Es un amigo y compañero de entrenamiento de Izzy.
- Fern: Es la rival y luego novia de Izzy.

### Villanos

#### La Familia Void
- Tarrick: Un honorable señor de la guerra blindado con una armadura alienígena, se hace pasar por Void Knight: que recolecta las Sporix para salvar a su novia Santaura. Desafortunadamente, la energía Sporix la transforma en una mujer malvada, por ello Tarrick se vuelve aliados de los Power Rangers hasta que su esposa lo convierte en un monstruo llamado Void King, conservando el poder del caballero con la energía Sporix.
- Santaura: La dulce esposa de Tarrick, quien al llegar a la Tierra, fue atacada por los seres humanos y tuvo un accidente que la acabó inconsciente. Al despetar debido a la energía Sporix, se vuelve malvada y desea destruir a la humanidad como venganza, transformándose en un monstruo llamado Void Queen.
- Mucus: Es una Bestia Sporix basada en un Hongo verde parecido a un limo y el primer general de Void Knight. Es torpe, no sigue los planes correctamente y es cobarde, pero le gusta la destrucción.
- Boomtower: Es un guerrero robótico basado en una Torre y un Tanque y el segundo general de Void Knight. Posee mal humor y le gusta impresionar a Tarrick atacando a los Rangers usando la fuerza bruta.
- Slyther: Es un robót cambiaforma basado en un Maestro de ceremonias y el tercer general de Void Knight. Posee una personalidad narcisista y le gusta ser el centro de atención.
- Wreckmate: Es un general robótico basado en un Submarino y el cuarto general de Void Knight. Suele usar frases de marineros o piratas.
- Snageye: Es un general robótico basado en un alfil y un ninja y el primer general de Void Queen. Es sigiloso y posee un código de honor con Void Queen.
- Nulleye: Es un general robótico basado en un alfil y un ninja y el segundo general de Void Queen, siendo una versión más actualizada y fuerte de Snageye. Es sigiiloso y pero no posee un código de honor.
- Boomblaster: Es un general robótico basado en un caballero y una ametralladora y el tercer general de Void Queen, siendo una versión más cortés y rudo de Boomtower
- Reaghoul el hechicero: Un nigromante responsable de resucitar al lado malvado de Lord Zedd usando su magia. Termina trabajando para La Familia Void por las malas.
- Hengemen: Son soldados de infantería con temática de peón / conquistador que sirven a Void Knight.

#### El ejército de Lord Zedd
- Lord Zedd: El monstruo Reaghoul es capaz de revivir a entes del pasado, trae de vuelta a la vida a la versión más malvada de Lord Zedd, a quien contralaba con un collar de castigo, luego de liberarse del collar Zedd escapa en busca de su cetro para destruir la Tierra, un plan que quiere terminar lo que comenzó.
- Scrozzle: Es un robót que trabajó para un virus de computadora. Usa su genio científico para ayudar a Zedd.
- Sizzurai: Es un general basado en un rey y un samurái. Posee un arsenal de espadas.

### Bestias Sporix
Las Bestias Sporix son unas criaturas que atacaron el planeta Rafkon y ahora invade la Tierra. Están basados en esporas que son inmortales y lo que se puede hacer es neutralizarlas. Aman la destrucción y el caos, y cuando resurgen, atacaran a cualquiera en sus caminos. Están basadas en criaturas mitológicas, parecido a los monstruos de la primera temporada de Mighty Morphin.
- Shockhorn
- Vypeera
- Draknarok
- Brineblast
- Smashstone
- Doomsnake
- Wolfgang
- Roostafa
- Tombtress
- Fogshell
- Tidemare
- Trawler
- Trillizos de Roca
- Boneswitch
- Fleabag
- Bitscreem
- Occulo
- Junkalo
- Squashblight
- Trackenslash
- Flapnarok
- Hexcurio
- Quickspine
- Sugarhit
- Clawfare
- Crashflood
- La bestia Nemesis

## Arsenal
- Llaves Dino Fury: Son llaves basadas en dinosaurios y animales prehistóricos, cada uno con un power-up diferente, ya sea la abilidad de aumentar la fuerza, velocidad, audición, crear escudos, entre otros. Pero también existen seis llaves que dan la transformación de los Rangers y otras que despiertan a los Zords, estos últimos se insertan como la cabeza de los MegaZords.
- Dino Fury Morpher: Dispositivo con forma de cabeza de T-Rex con lo que los Rangers hacen morfosís al girar el casco de caballero diciendo la frase "Conexión a Red de Metamorfosis" (España)/"Conexión a Red de Morphin"(Latinoamérica).
- Chromafury Saber: Es el sable de caballero que usan como arma principal, su mango es la cabeza de un T-Rex en forma de palanca que sirve para introducir las Dino llaves que les servirán como Power-Up.
- Dino Dagger: Una forma del Chromafury Saber, la espada se hace más corta del tamaño de una daga filosa que al ser lanzada regresa al Ranger como si fuera un Búmeran.
- Mosa Blaster: Es el dispositivo en forma de pistola de cabeza de Mosasaurus con el que el Gold Ranger hace morfosís y le sirve como arma disparador.
- Mosa Blade: Espada corta con forma de mandíbula de Mosasaurus que sirve de arma para el Gold Ranger.
- Comunicador: Dispositivo de comunicación y teletransporte de los Rangers en forma de reloj de mano.
- Morpher Dino Knight: Es un diposiivo que accede al Ranger al Battlizer Dino Knight, el cual puede usar dos poderes de las Dino Llaves.
- Sable Dino Maestro: Un sable accede al Ranger al modo Dino Maestro, el cual está dotado del poder de los Morphin Masters, pero posee un precio de la vida del usuario sí lo usa por venganza.
- Dino Fury Cycle: Es una motocicleta con forma de T-Rex que puede derrotar a los enemigos con sus rayos láseres en sus ojos.

## Zords
- T-Rex Campeón Zord: Zord personal del Dino Fury Red Ranger, en forma de T-Rex, tiene un modo de batalla en forma humanoide usando de armas sus brazos con disparos láser, su mandíbula y cola de látigo.
- Martillo Ankylo Zord: Zord personal de la Dino Fury Pink Ranger, en forma de Ankilosaurio, su arma es su cola en forma de martillo.
- Espada Tricera Zord: Zord personal del Dino Fury Blue Ranger, en forma de Triceratops, su arma es su cuerno en forma de espada.
- Garra Tiger Zord: Zord personal de la Dino Fury Green Ranger, en forma de Tigre colmillos de sable, sus armas son sus garras en forma de cuchillas, su alta velocidad y una lanza que tiene a su costado derecho.
- Espina Stego Zord: Zord personal del Dino Fury Black Ranger, en forma de Estegosaurio, su arma son las espinas de su espada que puede lanzar a voluntad.
- Dimetro Flameante Zord: Zord de armamento, en forma de Dimetrodon, su arma es el poder de controlar el fuego y su aleta envuelta en llamas.
- Mosa Razor Zord: Zord personal del Dino Fury Gold Ranger, en forma de Mosasaurio, su arma es el poder de controlar el agua, su gran mandíbula y su cola. También tiene un modo de batalla en forma humanoide.
- Electro Zord: Zord híbrido entre el Mosa Razor Zord y Dimetro Blazing Zord, en forma de Espinosaurio, su arma es el poder de controlar la electricidad.
- Raptor Luz Zord: Zord de armamento, en forma de Velociraptor, su arma es el poder de controlar la luz.
- Raptor Sombra Zord: Zord de armamento, en forma de Velociraptor, su arma es el poder de controlar la oscuridad y provocar un agujero negro.
- Raptor Cósmico Zord: Zord híbrido formado de la fusión de los gemelos Raptor, en forma de Velociraptor, su arma es el poder de controlar el cosmos y crear portales dimensionales a otros mundos y universos.
- Pacha Smash Zord y Baby Pacha Zord: Zords madre e hijos, con tématica de Stygimoloch, tienen el poder de atacar a sus oponentes con sus puños y el poder de la tierra.
- Ptera Freeze Zord: Zord de armamento, en forma de Pterodactyl, su arma es el poder de volar y congelar donde sea que vuele. También tiene un modo de batalla en forma humanoide.

### Megazords
- Dino Fury Megazord: Formado por los Zords T-Rex Campeón, Martillo Ankylo y Espada Tricera, su arma principal es la espada del Espada Tricera Zord y su cabeza la Dino llave del Red Ranger.
  - Dino Fury Megazord Formación Garra: Al Dino Fury Megazord se le une como armamento el Zord Garra Tiger, sus armas son la lanza del Tiger Zord como espada y propulsores en las piernas que lo hacen correr a gran velocidad. La cabeza es la Dino llave de la Green Ranger.
  - Dino Fury Megazord Formación Martillo: Se usa como arma el martillo del Martillo Ankylo Zord y la cabeza es la Dino llave de la Pink Ranger.
  - Dino Fury Megazord Formación Espina: Al Dino Fury Megazord se le une como armamento el Zord Espina Stego, sus armas dos hachas que además de atacar sirven como un poderoso escudo y pueden lanzar golpes de energía oscura. La cabeza es la Dino llave del Black Ranger.
  - Dino Fury Megazord Formación Espada: Se usa como arma la espada del Zord Espada Tricera y la cabeza es la Dino llave del Blue Ranger.
  - Dino Fury Megazord Formación Guerrero: Es la fusión de los cinco zords principales de los Rangers, con todos los poderes de los mismos, mandíbula del T-Rex, láser de Ankylo, espada del Tricera y Tiger Zord, escudo y taladro del Stego Zord. La cabeza es la Dino llave del Red Ranger.
- T-Rex Flameante Megazord: Formado por los Zords T-Rex Champion y Dimetro Flameante, su arma principal son dos abanicos envueltos en llamas y el poder de controlar el calor. Tiene la cabeza de la Dino llave llameante.
- Mosa Sombra Megazord: Formado por los Zords Mosa Razor y Raptor Sombra , tiene como armas pistolas que lanzan oscuridad y abre hoyos negros. Tiene la cabeza de la Dino llave del Raptor Sombra.
- T-Rex Cósmico Megazord: Formado por el T-Rex y Zord Raptor Cósmico, tiene como armas: la pistola sombra que le permiten abrir portales dimensionales y la espada luz. Tiene la cabeza de la Dino llave del Cosmo Raptor Zord.
- T-Rex Smash Megazord: Formado por el T-Rex y Zord Pacha Smash Zord y Baby Pacha, tiene como armas sus puños de boxeos que pueden romper piedras. Tiene la cabeza de la Dino llave del Pacha Smash Zord.
- Mosa Cósmico Megazord: Formado por el Mosa Razor y Cosmo Raptor Zord, tiene como armas: la pistola sombra que le permiten abrir portales dimensionales y la espada luz. Tiene la cabeza de la Dino llave del Cosmo Raptor Zord.
- T-Rex Freeze Megazord: Formado por los Zords T-Rex y Ptera Freeze, tiene como armas una garra con forma de tenedor que puede destruir lo que sea y el poder de volar y de enfriar el ambiente. Tiene la cabeza de la Dino llave congelante del Ptera Freeze zord.
- Fusion Ultrazord: Formado por los Zords T-Rex Campeón, Dimetro Flameante y Mosa Razor, gana mayor altura, sus armas principales son las cabezas del T-Rex y Mosa Zords, tiene los poderes de la eléctricidad, fuego y agua. Tiene la cabeza de la llave del Red Ranger con una cobertura especial de la Dino llave Flameante.
- Ptera Smash Ultrazord: Formado por los Zords T-Rex Campeón, Ptera Freeze, Pacha Smash Zord y Baby Pacha, gana mayor altura, poder volar y sus armas principales son los puños Pacha pero lanza energía cinética de calor y frío; tiene los poderes de la tierra, fuego y hielo. Tiene la cabeza de la llave del Red Ranger.
- Primal Ultrazord: Puede volar, gana mayor altura e ir a la velocidad de la luz incluso puede ir al espacio, sus armas principales son cabezas del T-Rex y Mosa Zords con el pecho de Ptera; tiene el poder de la trinidad: Zords humanoides Mosa Razor, T-Rex Campeón y Ptera Freeze ; agua, fuego y hielo, y mar, suelo y aire.Tiene la cabeza de la llave del Red Ranger con una cobertura especial de la Dino llave Congelante.

## Producción
Tras el anuncio, el 22 de febrero de 2020, de la segunda temporada de Power Rangers Beast Morphers se dio a conocer que para 2021 se presentaría la nueva temporada de Power Rangers basada en Kishiryū Sentai Ryūsoulger.
El 26 de septiembre de 2020, Hasbro confirmó oficialmente a los actores de los rangers rojo, rosa y azul, posteriormente el 30 de octubre de 2020 se anunció a los actores de los rangers verde y negro, confirmando un cambio de género del ranger verde a mujer cosa que no sucedía desde el 2002 en Power Rangers Wild Force.
El elenco oficial de Dino Fury tuvo que ser presentado de forma virtual debido a la pandemia de Covid 19. 
La pandemia de COVID-19 trajo algunos problemas para iniciar la grabación, por fortuna Nueva Zelanda ya estaba libre del virus pero con severas restricciones de entrada a su territorio teniendo que sacar permisos especiales y los actores y producción hacer cuarentena de 14 días. Esto descarto un posible Crossover con algún actor de América ya que es complicado obtener el permiso solo para que grabe escenas unos días.
La temporada se estrenó oficialmente el 20 de febrero de 2021 a las 8 a. m. hora del este en Nickelodeon de los Estados Unidos.
Las dos temporadas se terminaron de grabar en mayo de 2021 siendo un periodo corto de solo 8 meses, también dio un gran salto al estrenarse por primera vez episodios en Netflix siendo los 9, 10 y 11.

## Reparto
- Zayto: Russell Curry
- Amelia Jones: Hunter Deno
- Ollie Akana: Kai Moya
- Izzy García: Tessa Rao
- Javi García: Chance Pérez
- Aiyon: Jordon Fite

### Aliados
- Shavaughn Ruakere como la Dra. Lani Akana
- Blair Strang como Warden Carlos García
- Josephine Davison como la voz de Solon[3]
- Kira Josephson como Jane Fairview
- Victoria Abbott como J-Borg[4]
- Benny Joy Smith como Annie[5]
- Noah Paul como Stan
- Kelson Henderson como Mick Kanic
- Jacqueline Joe como Fern
- Greg Johnson como Pop-Pop Jones

### Antagonistas
- Jared Turner como la voz de Void Knight/Void King/Tarrick (villano principal)
- Torum Heng como la voz de Mucus
- Mark Mitchinson como la voz de Boomtower
- Campbell Cooley como la voz de Slyther
  - Sara Wiseman como Arla (ocultar de Slyther)

#### Bestias de Sporix
- Jamie Linehan como la voz de Shockhorn.
- Rachelle Duncan como la voz de Vypeera.
- Richard Simpson como la voz de Draknarok y Tidemare.
- Jason Smith como la voz de Brineblast.
- Barry Duffield como la voz de Smashstone.
- Steven Lyons como la voz de Doomsnake y Fogshell.
- Guy Langford como la voz de Wolfgang.
- Tom Kane como la voz de Roostafa.
- Kira Josephson como la voz de Tombtress.

#### Otros
- Siobhan Marshall como la voz de Void Queen/Santaura.

## Doblaje Latino
- Zayto: Brandon Santini
- Amelia Jones: Azucena Miranda
- Ollie Akana: Elliot Leguizamo
- Izzy García: Fernanda Robles
- Javi García: Luis Fernando Orozco
- Aiyon: Javier Olguín
- Void Knight/Void King/Tarrick (villano principal): Dan Frausto

## Episodios
| Temporada | Temporada | Episodios | Emisión original      | Emisión original         | Emisión en Hispanoamérica   | Emisión en Hispanoamérica | Emisión en España       | Emisión en España |
| Temporada | Temporada | Episodios | Primera emisión       | Última emisión           | Primera emisión             | Última emisión            | Primera emisión         | Última emisión    |
| --------- | --------- | --------- | --------------------- | ------------------------ | --------------------------- | ------------------------- | ----------------------- | ----------------- |
|           | 28        | 22        | 20 de febrero de 2021 | 18 de diciembre de 2021  | 1 de octubre de 2021        | 25 de febrero de 2022     | 4 de septiembre de 2021 | —                 |
|           | 29        | 22        | 3 de marzo de 2022    | 29 de septiembre de 2022 | 4 de julio de 2022 (México) | —                         | —                       | —                 |